# Kate Lanier
Pour les articles homonymes, voir Lanier.
Kate Lanier, née en 1950, est une scénariste et réalisatrice américaine.
Elle est surtout connue pour des films tels que CrazySexyCool: The TLC Story, Tina (What's Love Got to Do with It), Beauty Shop, Glitter, Mod Squad et Le Prix à payer (Set It Off),.

## Filmographie partielle

### Au cinéma
- 1993 : Tina : Strip-teaseuse sur le balcon (scénariste, productrice, actrice)
- 1996 : Le Prix à payer (scénariste, productrice, coscénariste avec Takashi Bufford)
- 1998 : Danse passion (scénariste, révision non créditée)
- 1999 : Mod Squad (scénariste, productrice, coscénariste avec Stephen T. Kay et Scott Silver)
- 2001 : Glitter (scénariste, productrice)
- 2003 : Honey (scénariste, révision non créditée)
- 2005 : Beauty Shop (scénariste, coscénariste avec Norman Vance Jr.)
- 2013 : CrazySexyCool: The TLC Story (scénariste, productrice exécutif)
- 2017 : Beaches (en) (scénariste, coscénariste avec Nikole Beckwith)

#### Réalisation
- 1994 : Everybody Can Float (court métrage)
- 2013 : Something to Do (court métrage)
- 2021 :  Rebel (série télévisée, 10 épisodes)
- 2024 : Lucky (court métrage, en post-production)

## Récompenses et distinctions
- Santa Barbara International Film Festival 1995 : Prix du meilleur court métrage live action (Best Live Action Short Award) pour Everybody Can Float